# 羽柴秀勝 (石松丸)
羽柴 秀勝（はしば ひでかつ、生年不詳 - 天正4年10月14日（1576年11月4日））は、安土桃山時代の人物。羽柴秀吉が近江長浜城主時代にもうけた長男で、幼名は石松丸（いしまつまる）または石松。
他の秀勝（於次丸秀勝、小吉秀勝）と区別するため、史家は便宜上、石松丸秀勝（または石松秀勝）もしくは法号より朝覚秀勝と呼ぶことがある。

## 略歴
秀吉が長浜城主時代にもうけた初めての男児であったという伝承がある。生母には諸説あるが、いずれの場合も側室で、秀勝は庶長子である。
「秀勝」の名は、羽柴氏の由来と同じく、織田家の宿老の丹羽長秀の秀と柴田勝家の勝の両名の偏諱を受けたものであると考えられているが、同様に史料的裏付けはない。秀吉は後になって、養子とした織田信長の四男や三好吉房の次男にも同じ名を付けた。
天正4年（1576年）10月14日、秀勝は死去した。
長浜に今も伝わる曳山祭は、天正2年（1574年）に秀吉に男児が誕生したのを祝って始められたとの伝承がある。

### 生母は諸説あり
宝厳寺の「竹生島奉加帳」には「御内方」（正室の寧々）、「大方殿」（母の仲）に続いて「石松丸」「南殿」の名が記されており、これは秀吉の子とその母である側室を記したものであると推定され、桑田忠親はゆえに生母は側室・南殿であると推測しているが、服部英雄は側室にしては寄進額がだいぶ少ないし、まして石松丸の母とする説には何も根拠がないと反論する。
一方、妙法寺寺伝には生母は松の丸殿（京極竜子）であると書かれているが、彼女が秀吉の側室となったのは天正11年（1583年）頃であり、天正2年（1574年）に秀勝を生んだという内容は、側室となったと推定される時期とかなりの齟齬があり、当時はまだ夫である武田元明が生きていたはずである。木下勝俊と木下利房にも、元明と竜子の子であるという奇説があるが、併せて信憑性には問題がある。

## 記録・遺物

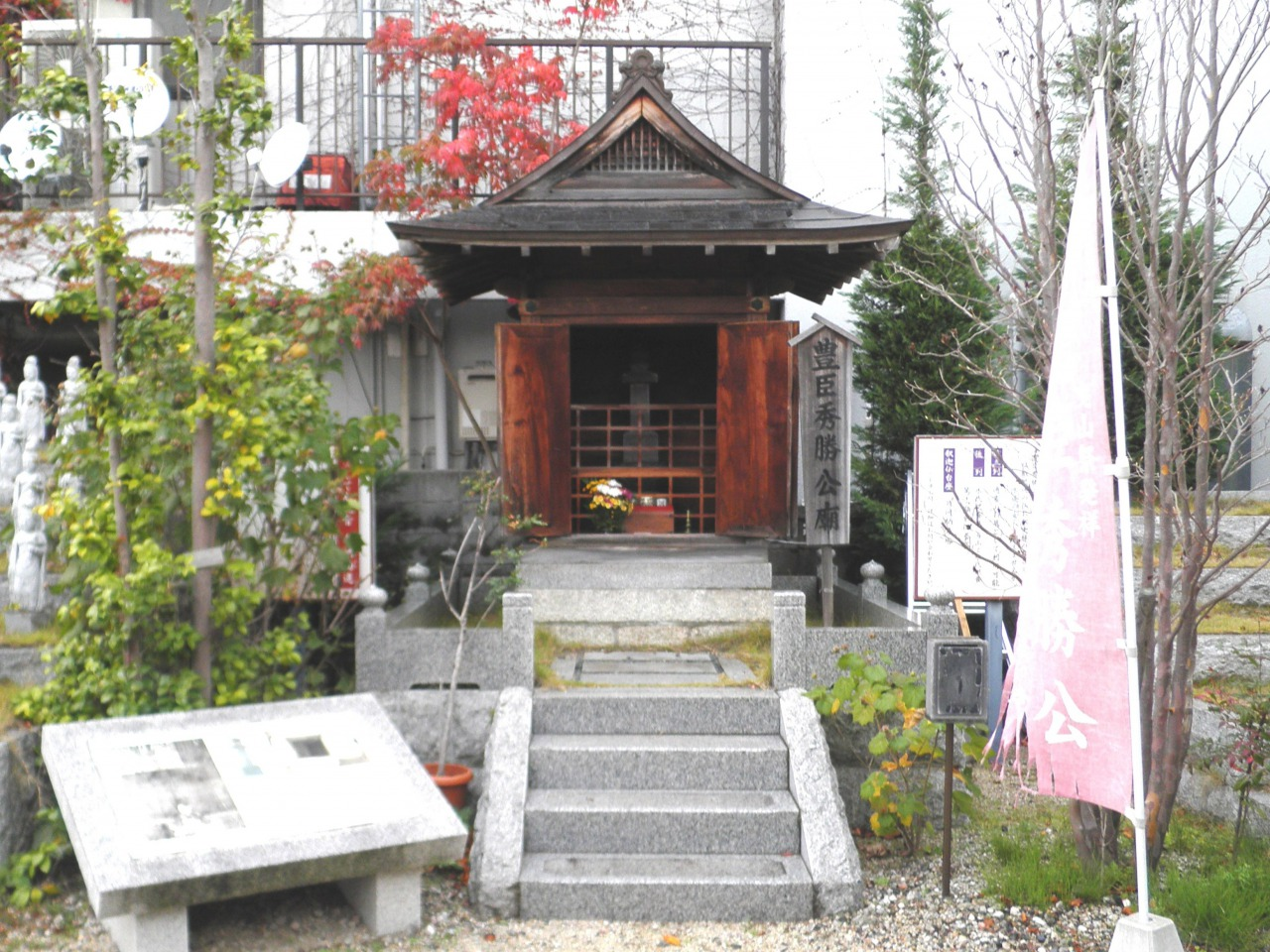
滋賀県長浜市妙法寺の羽柴秀勝廟

滋賀県長浜市の妙法寺には羽柴秀勝像とされる稚児姿の六、七の男児を描いた肖像画が所蔵されていた。これは焼失し現存していないが、法要用の掛け軸「本光院朝覚居士絵像」の写真が多数残っている。
他にも天正4年10月14日の銘文と法名「朝覚霊位」と記された供養塔が残っている。同市の曹洞宗興福山徳勝寺には位牌があり、法名は「本光院朝覚居士」となっている。
同地の天台宗寶生山知善院には、天正4年10月14日に秀吉の子・秀勝が早世した故に、同月22日に仏供料として伊香郡井之口にて30石の寺領が与えられたという寺伝記録がある。
平成14年（2002年）、墓所を移築した際に発掘調査があり、安土桃山時代初期大名様式の「石囲い箱棺墓」が出土した。埋葬者はわかっていないが、羽柴秀勝の墓の伝承があった場所からの発見であり、その可能性があるとされる。新たな墓の発見によって、前述の石造笠塔婆（題目式笠塔婆）が併せて市指定文化財とされた。

## 非実在説・非実子説
これらの傍証があるにもかかわらず、秀勝の実在を疑問視する声（非実在説）は残っているが、考証的見地からは「秀勝」という人物が天正4年（1576年）に亡くなったということは事実と推認できる。秀勝が秀吉の子として葬られていることも確かである。
しかし秀勝が秀吉の最初の子であると推定するにしても、最初の実子であったかは疑問であるという意見があり、根拠とする史料は前述の推定以外には存在しないためにこれを明らかにすることはできないという問題がある。妙法寺は秀吉の姉・日秀尼が開基となった瑞龍寺と深い関係にあり、両寺は共に日蓮宗であることから、本光院朝覚居士は日秀尼の子で、秀次などと兄弟で、同様に秀吉の養子になったという推論が成り立つという説（渡辺の説）もある。
史家の意見は分かれており、前述の説を述べた渡辺世祐は「実子であるか、あるいは養子であるかは不明だが、太閤（秀吉）の子であったことは事実である」とする不明の立場を取るが、桑田忠親は実子説を主張し、小和田哲男もその桑田説の影響を受けて実子説を支持する。宮本義己も「幼くして逝った一人っ子の実子がどうしても忘れられず、後の養子に次々と秀勝の諱を用いたのではなかろうか。」と実子説をとっていた。これに対して福田千鶴は実子説は確証がないと疑問視した。
長浜城歴史博物館では、森岡榮一副参事（当時）が『秀吉が養子に次々と秀勝と名づけていることから、秀吉が「秀勝」という名乗りにかなりの愛着があったことは疑いなく、「最初の秀勝」が実子である確率は高い』と書いて実子説を有力としていた一方で、太田浩司館長（当時は学芸員）は「桑田説は全くのツジツマ合わせで、秀吉研究の第一人者には失礼であるが、歴史学の論証としては成立しない」と非実子説をとる。服部英雄は（考証的に不成立という点で）「まったくそのとおりであろう」と太田説を支持し、非実子説を主張している。
長浜市曳山博物館学芸員であった山本順也は、前述の渡辺の指摘と同じく妙法寺を日秀尼ゆかりの寺院であると捉え、彼女の子を養子に迎えたものではないかとしている。和田裕弘は越前国朝倉氏の一門で、主家を離反して織田家に降った朝倉景鏡の息子を秀吉が養子に迎えたのが石松丸とする説を唱えている。
黒田基樹は実子説に立った上で、そもそも石松丸秀勝が秀吉の長浜城主時代の子供という通説自体に問題があり、竹生島の過去帳に彼の名前が載せられているということは当時の社会通念上正式に子供として認知される8歳を既に迎えていたはずで、その時点で「（秀吉が長浜城主になる前の）永禄12年（1569年）の以前の生まれととらえられる」と述べている。更に黒田はあくまでも仮説であると断った上で2つの可能性を提示する。1つは秀勝という諱と「居士」と戒名は元服した者に対して授けられるものであるということを考えると死亡した時点で既に元服を終えていたと見るのが妥当で、8歳で既に元服していた可能性もあるものの、当時の慣例に従って15歳前後で元服していたとすれば、永禄5年（1563年）には既に誕生していた可能性もありえるとする。もう1つは秀吉とねね（高台院）の婚姻は通説では永禄4年（1562年）とされているものの、当時13歳であったねねが同年に婚姻していたとは考えにくいという異論も出されている。もしも、秀吉の婚姻が通説よりも遅かった場合、ねねとの婚姻の時点で既に石松丸秀勝が誕生していた可能性もありえるとしている。

## 参考資料
- 小和田哲男「三人の羽柴秀勝」『豊臣秀吉』〈中公新書〉1985年、112-117頁。ISBN 4121007840。
- 小和田哲男『北政所と淀殿』吉川弘文館、2009年、36,43頁。
- 渡辺世祐『国立国会図書館デジタルコレクション 豊太閤と其家族』日本学術普及会〈歴史講座〉、1919年。
  - 渡辺世祐『豊太閤の私的生活』創元社、1939年、52頁。（講談社から1980年に再版）
  - 渡辺世祐 著「国立国会図書館デジタルコレクション 三 羽柴秀勝と豊臣秀勝」、桑田忠親 編『豊太閤の私的生活』講談社〈講談社学術文庫〉、1980年。ISBN 978-4061584822。
- 桑田忠親『太閤豊臣秀吉』講談社〈講談社文庫〉、1986年、181頁。
- 桑田忠親「長浜で早死にした太閤の嫡子」『國學院雑誌』60巻4号、1959年。
- 豊太閤展覧会 編『国立国会図書館デジタルコレクション 豊公余韻』白木屋計画部、1939年。
- 福田千鶴『淀殿』ミネルヴァ書房、2006年、85頁。
- 太田浩司『神になった秀吉』サンライズ出版、2004年。
- 服部英雄『河原ノ者・非人・秀吉』山川出版社、2012年。
- 宮本義己『誰も知らなかった江』毎日コミュニケーションズ、2010年、135頁。
- 森岡, 榮一「羽柴於次秀勝について」『市立長浜城歴史博物館年報』1号、長浜市長浜城歴史博物館、1987年。